# آماره U
در نظریه‌ی آمار، یک آماره U سطحی از آمار است که در الگوریتم‌های تخمینی اهمیت دارد؛ حرف U به واژه unbiased (بی‌غرض) اشاره دارد. در آمار مقدماتی، آماره‌های U به‌طور طبیعی در تولید برآوردگرهای بی‌غرض حداقل واریانس نقش دارند.
نظریه آماره‌های U به برآوردگر بی‌غرض حداقل واریانس اجازه می‌دهد که از هر یک از برآوردگرهای بی‌غرض یک پارامتر تخمین‌پذیر برای سطوح بزرگ توزیع‌های احتمال نشات گیرد. یک پارامتر قابل تخمین تابعی قابل اندازه‌گیری از توزیع تجمعی جامعه است: مثلاً، برای هر توزیع احتمال، میانه جامعه یک پارامتر قابل تخمین است. نظریه آماره‌های U در سطوح عمومی توزیع‌های احتمال به کار می‌رود.
بسیاری از آماره‌هایی که در اصل برای یک خانواده پارامتری مشخص ایجاد گشتند، برای توزیع‌های عمومی به عنوان آماره‌های U شناخته شده شده‌اند. در آمار ناپارامتری، از نظریه آماره‌های U برای ایجاد رویه‌های آماری (مانند براوردگرها و آزمون‌ها) و برآوردگرهای مرتبط با نرمال‌بودن مجانبی و واریانس (در نمونه‌های متناهی) به کار می‌رود. از این نظریه برای مطالعات عمومی بیشتر در آمار استفاده می‌شود.
فرض کنید یک مسئله شامل متغیرهای تصادفی مستقل با توزیع یکسان می‌شود، و به تخمین یک پارامتر معین نیاز داریم. فرض کنید می‌توان تنها بر پایه چند مشاهده، یک تخمین بی‌غرض ساده را سازماندهی کرد: این بر اساس تعداد فرضی مشاهدات، برآوردگر پایه را توصیف می‌کند. مثلاً، یک مشاهده یکتا به خودی خود یک تخمین بی‌غرض از میانگین است و می‌توان با تعداد محدودی مشاهده تخمین بی‌غرض واریانس را پیش‌برد. آماره U وابسته به این برآوردگر را میانگین برآوردگر پایه به کار رفته در زیرنمونه‌ها گویند.
در سال ۱۹۹۲، سن، مقاله واسیلی هوئفدینگ (۱۹۴۸) را بازبینی می‌کند، که در آن آماره‌های U را معرفی کرد و نظریه مربوط به آن‌ها را بیان نمود، سن نیز با انجام آن، اهمیت آماره‌های U را در نظریه آمار تعیین کرد. سن می‌گوید، ""تاثیر کار هوئفدینگ (۱۹۴۸)، بر زمان حال بسیار فراوان است، و احتمالاً در سال‌های بعد افزایش خواهد یافت". به یاد داشته باشید که نظریه آماره‌های U به شرایط متغیرهای تصادفی مستقل با توزیع یکسان یا متغیرهای تصادفی مقیاسی محدود نمی‌شود.